# Ljudmila Georgijewna Chruschkowa

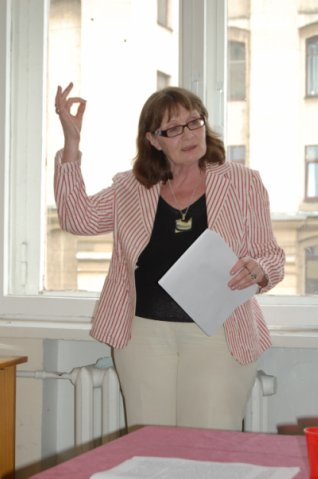
Ljudmila Georgijewna Chruschkowa (2009)

Ljudmila Georgijewna Chruschkowa, russisch Людмила Георгиевна Хрушкова, meist Ljudmila Khroushkova, (* 15. Januar 1943) ist eine sowjetisch-abchasische Archäologin und Hochschullehrerin.

## Leben
Chruschkowa studierte in Moskau am Historisch-Archiv-Institut im Moskauer Kitai-Gorod, aus dem 1991 die Russische Staatliche Geisteswissenschaftliche Universität entstand.
Nach dem Studium arbeitete Chruschkowa in Sochumi im Staatlichen Abchasischen Museum. 1974 wurde sie wissenschaftliche Mitarbeiterin des Abchasischen Instituts für Sprache, Literatur und Geschichte in Sochumi (bis 1994). Sie führte Ausgrabungen in Abchasien durch, wobei ihr Forschungsschwerpunkt die frühchristliche und byzantinische Zeit in Abchasien wurde. Ihre Lehrer waren Alisa Wladimirowna Bank (Eremitage Sankt Petersburg) und Pawel Alexandrowitsch Rappaport (Institut für Geschichte der Materiellen Kultur der Akademie der Wissenschaften der UdSSR Leningrad). 1978 wurde Chruschkowa nach Verteidigung ihrer Dissertation über die Bildhauerkunst im frühmittelalterlichen Abchasien zur Kandidatin der Geschichtswissenschaften promoviert. 1991 wurde sie nach Verteidigung ihrer Dissertation über die frühmittelalterlichen Kunstdenkmäler des östlichen Schwarzmeergebiets zur Doktorin der Geschichtswissenschaften promoviert.
In den Jahren 1994–2007, nachdem Abchasien 1993 unabhängig geworden war, arbeitete Chruschkowa dank der Unterstützung europäischer wissenschaftlicher Fonds insgesamt etwa drei Jahre lang in Bibliotheken in Rom, Paris, Bonn  und Wien und studierte Kunstdenkmäler und Museen in der Türkei, in Griechenland, Italien, Frankreich, Deutschland, Österreich, Kroatien, Bulgarien, Albanien und Polen. Sie nahm an internationalen Kongressen teil und hielt Vorlesungen in Paris (Institut des hautes études en arts plastiques), Rom (Pontificio Istituto di Archeologia Cristiana), Berlin und Wien. Sie ist Autorin von mehr als 150 wissenschaftlichen Veröffentlichungen und 5 Monografien. 2005 erhielt sie den Makarius-Preis für Geschichte der Russisch-Orthodoxen Kirche.
2007 wurde Chruschkowa Professorin an der Fakultät für Geschichte der Lomonossow-Universität Moskau (MGU). Gegenwärtig führt sie ihre archäologischen Arbeiten in Abchasien  mit Ausgrabungen in Pizunda fort und sie untersucht Denkmäler der christlichen Kultur auf der Krim. Sie beteiligt sich am russischen Programm zur Untersuchung der christlichen Denkmäler der Region Krasnodar. Sie verfasste Artikel für das Personenlexikon zur Christlichen Archäologie.

## Veröffentlichungen (Auswahl)
- Liudmila Khroushkova: Les monuments chrétiens de la côte orientale de la mer Noire. Abkhazie IVe–XIVe siècles. Brepols, Turnhout, ISBN 2-503-52387-0